# مالكوم هيل
مالكوم هيل (26 أكتوبر 1995 بسانت لويس في الولايات المتحدة - ) (بالإنجليزية: Malcolm Hill)‏ هو لاعب كرة سلة أمريكي في مركز مدافع مسدد الهدف. لعب مع إلينوي فايتينغ إليني ‏.

## وصلات خارجية
- مالكوم هيل على موقع إن بي أي (الإنجليزية)
- مالكوم هيل على موقع سبورتس رفرنس (الإنجليزية)
- مالكوم هيل على موقع كرة السلة الأوروبية.كوم (الإنجليزية)
- مالكوم هيل على موقع كلية كرة السلة في سبورتس رفرنس.كوم (الإنجليزية)
- مالكوم هيل على موقع ريلجم (الإنجليزية)
- مالكوم هيل على موقع بروبوليرز (الإنجليزية)
- مالكوم هيل على موقع سبورتس رفرنس (الإنجليزية)
- مالكوم هيل على موقع سبورتس رفرنس (الإنجليزية)